# Quindi?
Quindi? è un album di Max Gazzè pubblicato il 4 maggio 2010 dalla Universal Records, e preceduto dal singolo Mentre dormi, tema musicale del film Basilicata coast to coast. L'album ha debuttato nella top ten della classifica ufficiale dei dischi più venduti in Italia FIMI.

## Contenuto
Il brano Storie crudeli è dedicato ai tre figli Samuele, Bianca ed Emily, che all'epoca avevano rispettivamente 5, 10 e 12 anni. Il testo è una critica alle fiabe per bambini, ai videogame e ai Teletubbies, che tenderebbero ad assimilare bambini ed automi.

## Tracce
1. Io dov'ero (Atmos 5) – 4:30
2. A cuore scalzo – 3:37
3. La cosa più importante – 4:10
4. Senza coda (Autotomie) – 3:55
5. Il drago che ti adora – 4:04
6. Mentre dormi – 3:59
7. Storie crudeli (Non c'è ragione per raccontare) – 3:43
8. La moglie del poeta – 3:23
9. Nuovi allineamenti di Stonehenge – 3:46
10. Impercettibili – 4:29
11. Edera – 3:19
12. Dna (Desossiribonucleico)[7] – 5:10

## Formazione
- Max Gazzè – voce, basso, tastiera, chitarra, sintetizzatore
- Giorgio Baldi – chitarra, sintetizzatore
- Cristiano Micalizzi – batteria
- Francesco Gazzè – chitarra acustica
- Clemente Ferrari – organo Hammond C3, glockenspiel, clavinet, pianoforte, Fender Rhodes
- Cesare Chiodo – basso
- Andrea Di Cesare – viola
- Cicci Santucci – tromba, flicorno